# Нова Бжезниця (гміна)
Гміна Нова Бжезниця (пол. Gmina Nowa Brzeźnica) — сільська гміна у центральній Польщі. Належить до Паєнчанського повіту Лодзинського воєводства.
Станом на 31 грудня 2011 у гміні проживало 4812 осіб.

## Площа
Згідно з даними за 2007 рік площа гміни становила 135.95 км², у тому числі:
- орні землі: 52.00%
- ліси: 40.00%

Таким чином, площа гміни становить 16.91% площі повіту.

## Населення
Станом на 31 грудня 2011:
| Опис     | Загалом | Загалом | Чоловіки | Чоловіки | Жінки | Жінки |
| -------- | ------- | ------- | -------- | -------- | ----- | ----- |
| одиниця  | осіб    | %       | осіб     | %        | осіб  | %     |
| все      | 4812    | 100     | 2415     | 50.19    | 2397  | 49.81 |
| міське   | 0       | 100     | 0        |          | 0     |       |
| сільське | 4812    | 100     | 2415     | 50.19    | 2397  | 49.81 |

## Сусідні гміни
Гміна Нова Бжезниця межує з такими гмінами: Крушина, Ладзіце, Медзьно, Миканув, Паєнчно, Попув, Стшельце-Вельке.